# Poecilmitis pan
Poecilmitis pan är en fjärilsart som beskrevs av Terence Dale Pennington 1962. Poecilmitis pan ingår i släktet Poecilmitis och familjen juvelvingar. IUCN kategoriserar arten globalt som otillräckligt studerad. Inga underarter finns listade i Catalogue of Life.